# ナムラクレア
ナムラクレア（欧字名:Namura Clair、2019年3月30日 - ）は、日本の競走馬。主な勝ち鞍は2021年の小倉2歳ステークス、2022年の函館スプリントステークス、2023年のシルクロードステークス、キーンランドカップ、2024年の阪神カップ。
馬名の意味は、冠名＋女性名。

## 戦績

### 2歳（2021年）
8月1日新潟の2歳新馬戦（芝1600m）で鮫島克駿を背にデビュー。道中好位の3番手で追走するもボンクラージュの逃げに屈し3着となる。
8月14日のフェニックス賞では3番手でレースを進めると最後の直線で逃げ粘るテイエムスパーダをゴール前でかわして初勝利を挙げる。
9月5日の小倉2歳ステークスでは当初騎乗予定だった和田竜二騎手が前日の札幌2歳ステークスで負傷して騎乗不可能となったため、急遽浜中俊騎手が騎乗した。道中中団で待機すると直線で大外から鋭く脚を伸ばし、最後はスリーパーダに2馬身差をつけ重賞初制覇を果たした。2歳GI阪神ジュベナイルフィリーズでは、5着に敗れた。

### 3歳（2022年）
3歳初戦として、フィリーズレビューに出走。単勝1.7倍の圧倒的1番人気に推された。レースでは、中団の馬混みの中でレースを進め、4角でうまく外に出して直線もしっかり伸びたものの、アタマ差でサブライムアンセムの2着に敗れた。
4月10日に行われた桜花賞に出走。レースではスタートを決めて、好位のインから。最後の直線では、坂の途中で抜け出していたウォーターナビレラに並びかけたが、そこからは少しずつ離された。結果はスターズオンアースの3着。鞍上の浜中俊は「位置をとって、我慢するやりたい競馬はできました。一瞬やったと思いましたが、ベストはもっと短い距離ですね」とコメントした。
続いて6月の函館スプリントステークスに出走。継続騎乗となった浜中俊騎手は、負担重量50kgも味方して1番人気の支持に応え、1分7秒2の好タイムを叩き出して本レースを制覇した。

### 4歳（2023年）
1月29日に中京競馬場で行われたシルクロードステークスより始動。直線内目を突いて鋭く脚を伸ばし、外から追い上げてくるファストフォースとの追い比べをアタマ差で制して重賞3勝目を飾った。
3月26日に中京競馬場で行われる高松宮記念に出走。不良馬場ながらもファストフォースを追い詰めたが、わずかに1馬身とどかず2着となったが、浜中俊騎手はファストフォースの鞍上の団野大成騎手に「大成、おめでとう!!」と声をかけた。高松宮記念の次にヴィクトリアマイルへ出走したが、直前の雨の影響もあり8着に終わった。

## 競走成績
以下の内容は、JBISサーチおよびnetkeiba.comに基づく。
| 競走日     | 競馬場 | 競走名          | 格   | 距離（馬場）  | 頭 数 | 枠 番 | 馬 番 | オッズ （人気） | 着順 | タイム （上り3F） | 着差 | 騎手        | 斤量 [kg] | 1着馬（2着馬）         | 馬体重 [kg] |
| ---------- | ------ | --------------- | ---- | ------------- | ----- | ----- | ----- | --------------- | ---- | ----------------- | ---- | ----------- | --------- | ---------------------- | ----------- |
| 2021.08.01 | 新潟   | 2歳新馬         |      | 芝1600m（良） | 17    | 2     | 3     | 013.10（5人）   | 03着 | R1:36.1（34.4）   | -0.7 | 0鮫島克駿   | 54        | ボンクラージュ         | 464         |
| 0000.08.14 | 小倉   | フェニックス賞  | OP   | 芝1200m（不） | 10    | 5     | 5     | 004.10（2人）   | 01着 | R1:10.8（36.4）   | -0.1 | 0松山弘平   | 54        | （テイエムスパーダ）   | 454         |
| 0000.09.05 | 小倉   | 小倉2歳S        | GIII | 芝1200m（良） | 10    | 8     | 9     | 006.40（4人）   | 01着 | R1:07.9（33.9）   | -0.4 | 0浜中俊     | 54        | （スリーパーダ）       | 458         |
| 0000.11.06 | 阪神   | ファンタジーS   | GIII | 芝1400m（良） | 10    | 2     | 2     | 002.50（1人）   | 02着 | R1:21.2（34.6）   | -0.1 | 0浜中俊     | 54        | ウォーターナビレラ     | 460         |
| 0000.12.12 | 阪神   | 阪神JF          | GI   | 芝1600m（良） | 18    | 1     | 1     | 011.90（6人）   | 05着 | R1:34.3（34.1）   | -0.5 | 0浜中俊     | 54        | サークルオブライフ     | 454         |
| 2022.03.13 | 阪神   | フィリーズR     | GII  | 芝1400m（良） | 15    | 2     | 2     | 001.70（1人）   | 02着 | R1:19.9（34.4）   | -0.0 | 0浜中俊     | 54        | サブライムアンセム     | 466         |
| 0000.04.10 | 阪神   | 桜花賞          | GI   | 芝1600m（良） | 18    | 1     | 1     | 014.50（7人）   | 03着 | R1:33.0（33.9）   | -0.1 | 0浜中俊     | 55        | スターズオンアース     | 462         |
| 0000.06.12 | 函館   | 函館スプリントS | GIII | 芝1200m（良） | 16    | 4     | 7     | 002.10（1人）   | 01着 | R1:07.2（34.1）   | -0.4 | 0浜中俊     | 50        | （ジュビリーヘッド）   | 462         |
| 0000.08.21 | 小倉   | 北九州記念      | GIII | 芝1200m（良） | 18    | 8     | 16    | 002.10（1人）   | 03着 | R1:07.1（33.6）   | -0.2 | 0浜中俊     | 53        | ボンボヤージ           | 470         |
| 0000.10.02 | 中山   | スプリンターズS | GI   | 芝1200m（良） | 16    | 5     | 9     | 002.90（2人）   | 05着 | R1:08.0（34.5）   | -0.2 | 0浜中俊     | 53        | ジャンダルム           | 466         |
| 2023.01.29 | 中京   | シルクロードS   | GIII | 芝1200m（良） | 15    | 2     | 2     | 004.80（2人）   | 01着 | R1:07.3（32.9）   | -0.0 | 0浜中俊     | 56.5      | （ファストフォース）   | 472         |
| 0000.03.26 | 中京   | 高松宮記念      | GI   | 芝1200m（不） | 18    | 7     | 15    | 005.40（2人）   | 02着 | R1:11.6（35.4）   | -0.1 | 0浜中俊     | 56        | ファストフォース       | 466         |
| 0000.05.14 | 東京   | ヴィクトリアM   | GI   | 芝1600m（良） | 16    | 6     | 12    | 015.70（5人）   | 08着 | R1:32.9（33.9）   | -0.7 | 0浜中俊     | 56        | ソングライン           | 468         |
| 0000.08.27 | 札幌   | キーンランドC   | GIII | 芝1200m（重） | 16    | 7     | 14    | 002.40（1人）   | 01着 | R1:09.9（35.2）   | -0.2 | 0浜中俊     | 55        | （シナモンスティック） | 468         |
| 0000.10.01 | 中山   | スプリンターズS | GI   | 芝1200m（良） | 16    | 1     | 1     | 002.90（1人）   | 03着 | R1:08.2（34.4）   | -0.2 | 0浜中俊     | 56        | ママコチャ             | 468         |
| 2024.02.17 | 京都   | 京都牝馬S       | GIII | 芝1400m（良） | 18    | 6     | 12    | 002.80（1人）   | 02着 | R1:20.3（33.6）   | -0.0 | 0浜中俊     | 56        | ソーダズリング         | 478         |
| 0000.03.24 | 中京   | 高松宮記念      | GI   | 芝1200m（重） | 18    | 2     | 3     | 005.40（2人）   | 02着 | R1:08.9（33.2）   | -0.0 | 0浜中俊     | 56        | マッドクール           | 470         |
| 0000.08.25 | 札幌   | キーンランドC   | GIII | 芝1200m（良） | 16    | 1     | 2     | 002.20（1人）   | 05着 | R1:08.3（34.2）   | -0.4 | 0浜中俊     | 55        | サトノレーヴ           | 476         |
| 0000.09.29 | 中山   | スプリンターズS | GI   | 芝1200m（良） | 16    | 3     | 5     | 008.20（4人）   | 03着 | R1:07.1（33.2）   | -0.1 | 0横山武史   | 56        | ルガル                 | 472         |
| 0000.12.21 | 京都   | 阪神C           | GII  | 芝1400m（良） | 18    | 8     | 16    | 003.70（1人）   | 01着 | R1:20.1（33.3）   | -0.1 | 0C.ルメール | 56        | （マッドクール）       | 480         |
| 2025.03.30 | 中京   | 高松宮記念      | GI   | 芝1200m（良） | 18    | 7     | 14    | 003.50（1人）   | 02着 | R1:08.0（33.3）   | -0.1 | 0C.ルメール | 56        | サトノレーヴ           | 480         |
| 0000.06.14 | 函館   | 函館スプリントS | GIII | 芝1200m（良） | 16    | 4     | 7     | 001.70（1人）   | 08着 | R1:07.2（33.3）   | -0.6 | 0C.ルメール | 57        | カピリナ               | 478         |

- 競走成績は2025年6月14日現在

## 血統表
| ナムラクレアの血統                     | ナムラクレアの血統                                                                 | ナムラクレアの血統                                                                 | （血統表の出典）                                                                   | （血統表の出典） |
| 父系                                   | ヘイロー系                                                                         | ヘイロー系                                                                         | ヘイロー系                                                                         | [ § 2 ]          |
| 父 ミッキーアイル 2011 鹿毛            | 父の父ディープインパクト 2002 鹿毛                                                 | *サンデーサイレンス                                                                | Halo                                                                               | Halo             |
| 父 ミッキーアイル 2011 鹿毛            | 父の父ディープインパクト 2002 鹿毛                                                 | *サンデーサイレンス                                                                | Wishing Well                                                                       |                  |
| 父 ミッキーアイル 2011 鹿毛            | 父の父ディープインパクト 2002 鹿毛                                                 | *ウインドインハーヘア                                                              | Alzao                                                                              | Alzao            |
| 父 ミッキーアイル 2011 鹿毛            | 父の父ディープインパクト 2002 鹿毛                                                 | *ウインドインハーヘア                                                              | Burghclere                                                                         |                  |
| 父 ミッキーアイル 2011 鹿毛            | 父の母*スターアイル Star Isle 2004 鹿毛                                            | *ロックオブジブラルタル                                                            | *デインヒル                                                                        | *デインヒル      |
| 父 ミッキーアイル 2011 鹿毛            | 父の母*スターアイル Star Isle 2004 鹿毛                                            | *ロックオブジブラルタル                                                            | Offshore Boom                                                                      |                  |
| 父 ミッキーアイル 2011 鹿毛            | 父の母*スターアイル Star Isle 2004 鹿毛                                            | *アイルドフランス                                                                  | Nureyev                                                                            | Nureyev          |
| 父 ミッキーアイル 2011 鹿毛            | 父の母*スターアイル Star Isle 2004 鹿毛                                            | *アイルドフランス                                                                  | *ステラマドリッド                                                                  |                  |
| 母 *サンクイーンII Sun Queen 2008 栗毛 | 母の父Storm Cat 1983 黒鹿毛                                                        | Storm Bird                                                                         | Northern Dancer                                                                    | Northern Dancer  |
| 母 *サンクイーンII Sun Queen 2008 栗毛 | 母の父Storm Cat 1983 黒鹿毛                                                        | Storm Bird                                                                         | South Ocean                                                                        |                  |
| 母 *サンクイーンII Sun Queen 2008 栗毛 | 母の父Storm Cat 1983 黒鹿毛                                                        | Terlingua                                                                          | Secretariat                                                                        | Secretariat      |
| 母 *サンクイーンII Sun Queen 2008 栗毛 | 母の父Storm Cat 1983 黒鹿毛                                                        | Terlingua                                                                          | Crimson Saint                                                                      |                  |
| 母 *サンクイーンII Sun Queen 2008 栗毛 | 母の母Fountain of Peace 2002 栗毛                                                  | Kris S.                                                                            | Roberto                                                                            | Roberto          |
| 母 *サンクイーンII Sun Queen 2008 栗毛 | 母の母Fountain of Peace 2002 栗毛                                                  | Kris S.                                                                            | Sharp Queen                                                                        |                  |
| 母 *サンクイーンII Sun Queen 2008 栗毛 | 母の母Fountain of Peace 2002 栗毛                                                  | Coup de Genie                                                                      | Mr. Prospector                                                                     | Mr. Prospector   |
| 母 *サンクイーンII Sun Queen 2008 栗毛 | 母の母Fountain of Peace 2002 栗毛                                                  | Coup de Genie                                                                      | Coup de Folie                                                                      |                  |
| 母系(F-No.)                            | サンクイーンII(USA)系(FN:2-d)                                                      | サンクイーンII(USA)系(FN:2-d)                                                      | サンクイーンII(USA)系(FN:2-d)                                                      | [ § 3 ]          |
| 5代内の近親交配                        | Halo 4 × 5 = 9.38％、Northern Dancer 4 × 5 = 9.38％、Hail to Reason 5 × 5 = 6.25％ | Halo 4 × 5 = 9.38％、Northern Dancer 4 × 5 = 9.38％、Hail to Reason 5 × 5 = 6.25％ | Halo 4 × 5 = 9.38％、Northern Dancer 4 × 5 = 9.38％、Hail to Reason 5 × 5 = 6.25％ | [ § 4 ]          |
| 出典                                   | 1. 2. 3. 4.                                                                        | 1. 2. 3. 4.                                                                        | 1. 2. 3. 4.                                                                        | 1. 2. 3. 4.      |

- 半妹ナムラクララ（父アドマイヤマーズ）は2025年紅梅ステークス（L）勝ち馬。
- 3代母Coup de Genieは仏G1のモルニ賞・サラマンドル賞優勝馬。
- 主な近親にバゴ（2004年凱旋門賞など重賞6勝）、ファンディーナ（2017年フラワーカップ）など。そのほかの近親についてはアルマームード#おもな牝系図を参照。